# Bois de la Provision
Het Bois de la Provision is een bos- en natuurgebied in de gemeente Lens (en een klein deeltje in Brugelette) in de provincie Henegouwen in Wallonië. Het bos is erkend als 'Site de Grand Intérêt Biologique' (SGIB3209) door het Waals Gewest en ligt vlak bij het Opzullikbos (Bois de Silly) en het Edingenbos (Bois d'Enghien). Het loofbos is 262 hectare groot. Vlak bij het bos staat het Kasteel van Morval. Het bos is privé-eigendom maar is te betreden via enkele dreven.

## Fauna en flora
Het bos is een Atlantisch beuk- en eikenbos  met tapijten van voorjaarsbloeiers als wilde hyacint, wilde narcis, schedegeelster. In het Bois de la Provision leeft wespendief en middelste bonte specht. 

## Afbeeldingen

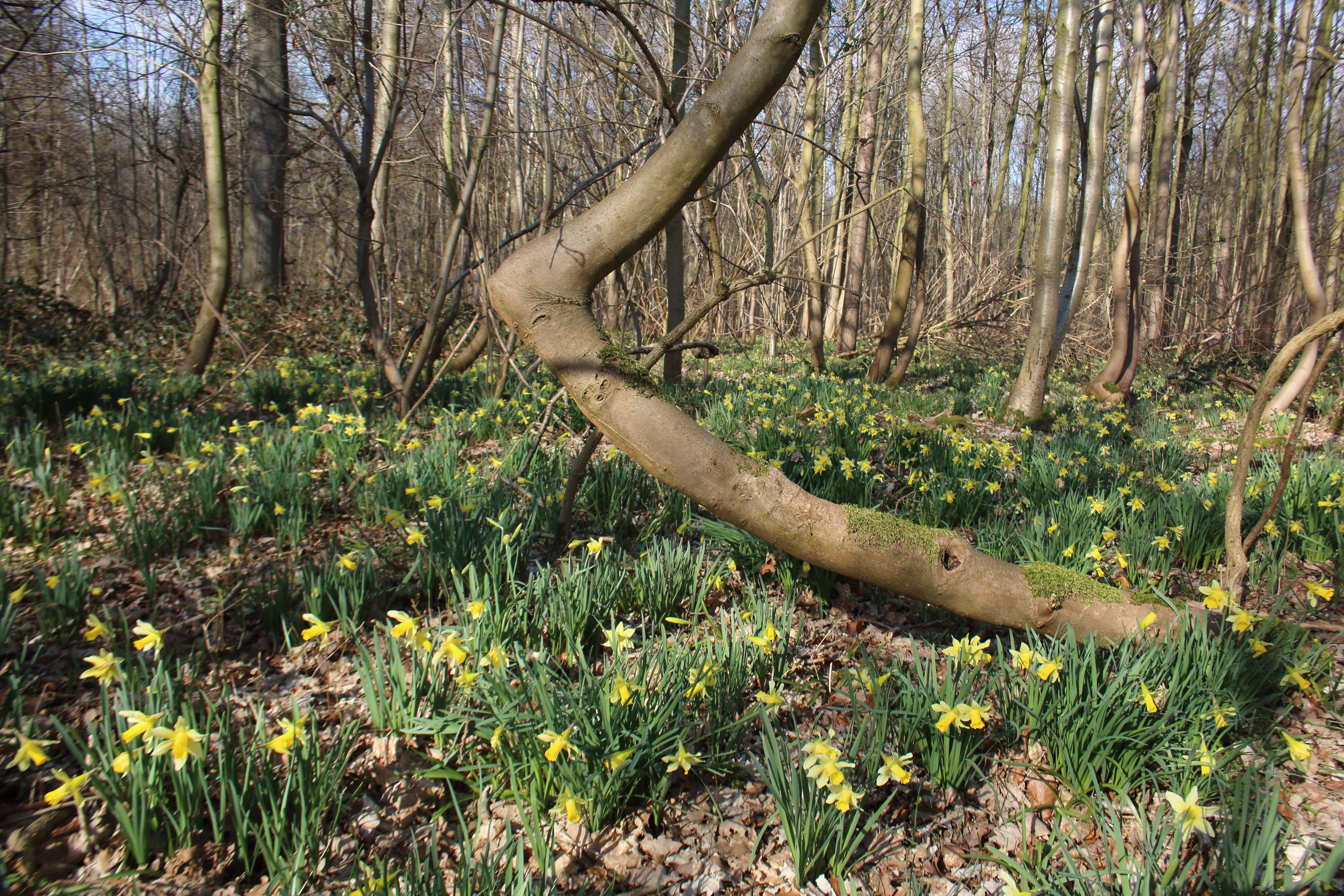
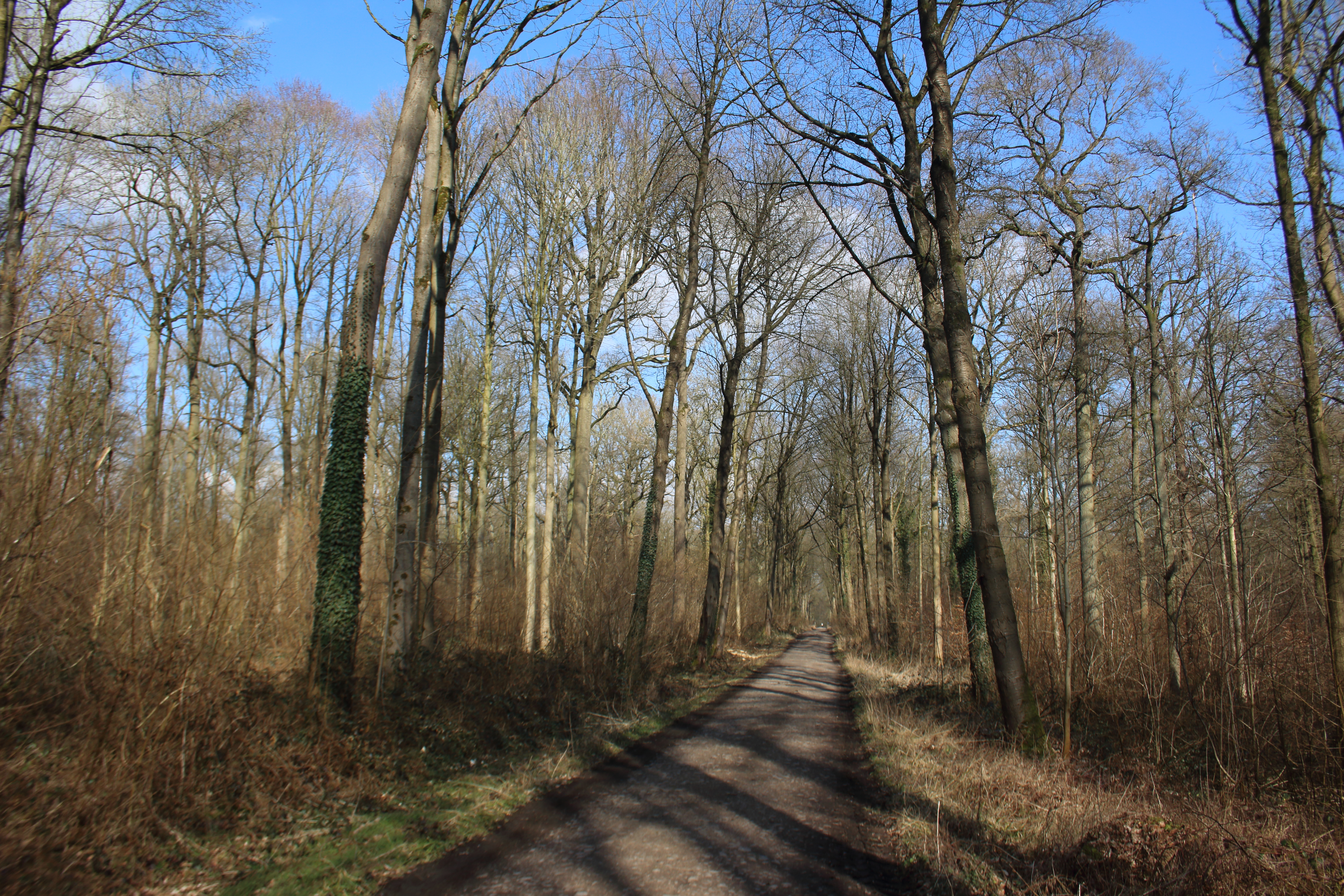
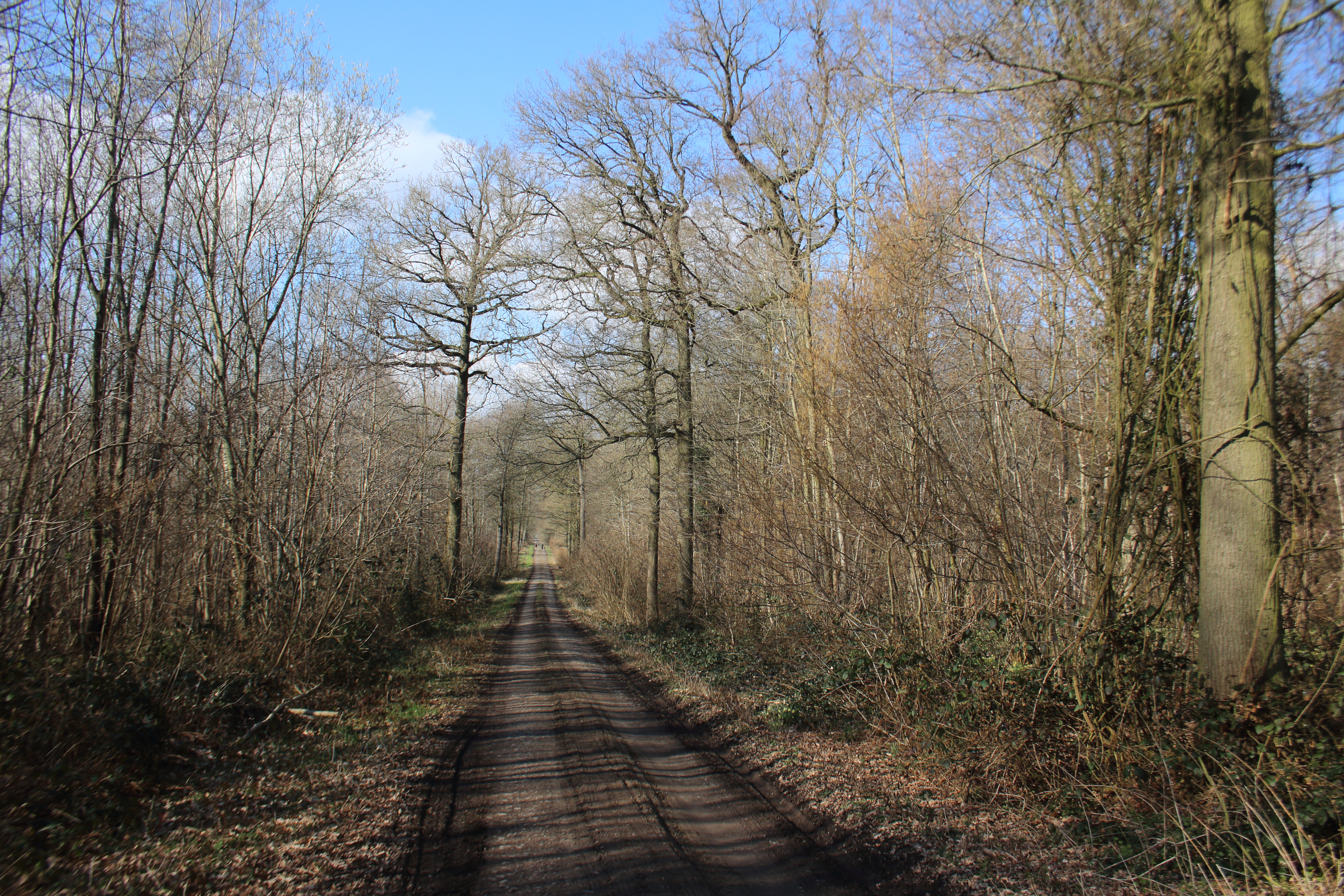